# Chariot Carriers
Chariot Carriers Inc. war eine kanadische Firma, die Kinderanhänger und Baby-Jogger hergestellt hat.

## Geschichte
Die Firma wurde 1992 von den Brüdern Dan und Chris Britton gegründet. Die Entwicklung war in Calgary angesiedelt. Produziert wurde in Kanada und China.

## Produkte
Es wurden Fahrradanhänger in verschiedenen Preisklassen und Größen hergestellt. Die Top-Produkte waren der CX1 (Einsitzer) bzw. CX2 (Zweisitzer), die mit einstellbarer Blattfederung und Trommelbremsen zum Joggen und Inlineskaten ausgestattet waren. Die regendichten Seitenfenster waren mit Reißverschluss abnehmbar, so dass nur das Fliegengitter einzeln blieb wie sonst nur an der Front üblich. Weitere Produkte waren beispielsweise der Cougar1 und Cougar2.

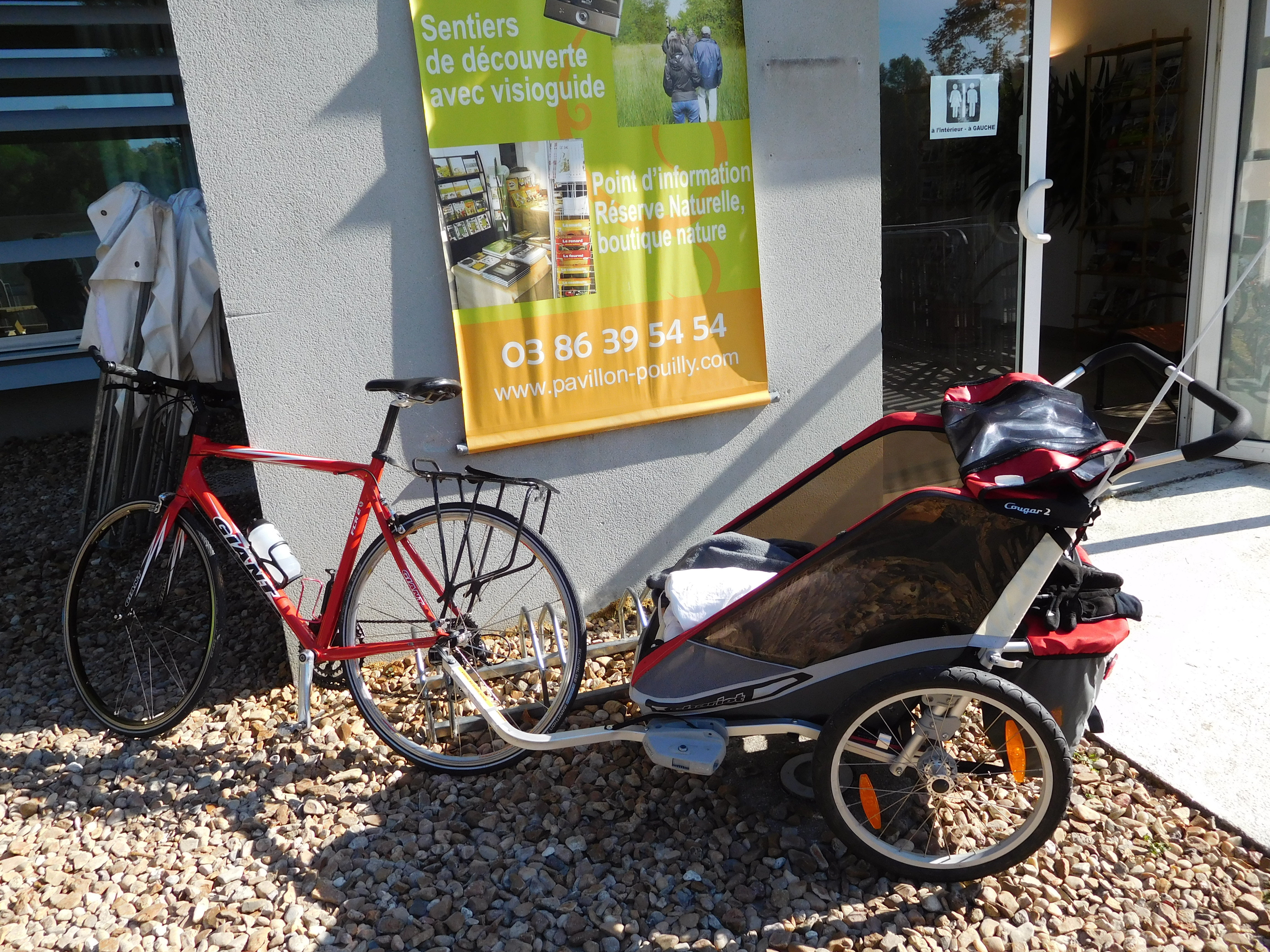
Fahrradanhänger mit Sitzplätzen für zwei Kinder: Chariot Cougar 2

Die meisten Produkte waren Teil des sogenannten CTS (Child Transport System), einem patentierten System, mit dem die Kinderanhänger nicht nur als Fahrradanhänger mit einer Deichsel gezogen werden konnten, sondern auch als Kinderwagen oder Jogger geschoben oder mit einem Zuggeschirr beim Wandern bzw. auf Skiern beim Langlauf gezogen werden konnten. Im Bild des Cougar2 ist im vorderen Bereich des Anhängers ein graues Kunststoff-Formteil erkennbar, in dem von hinten der Rahmen und von vorne die abnehmbare Deichsel endet. Dieses Formteil ist das Herz des CTS, da dort Deichsel oder Kinderwagenräder (klein und drehbar) oder das große Jogger-Rad für vorne oder das Zuggestänge eingehängt werden kann. Für das Ski-Set wurden die Räder per Schnellverschluss abgenommen und durch L-förmige Träger mit Skiern ersetzt.
Für kurze Zeit wurde auch ein Seitenwagen angeboten, der einen besseren Blickkontakt zwischen Fahrradfahrer und Kind im Seitenwagen zuließ.

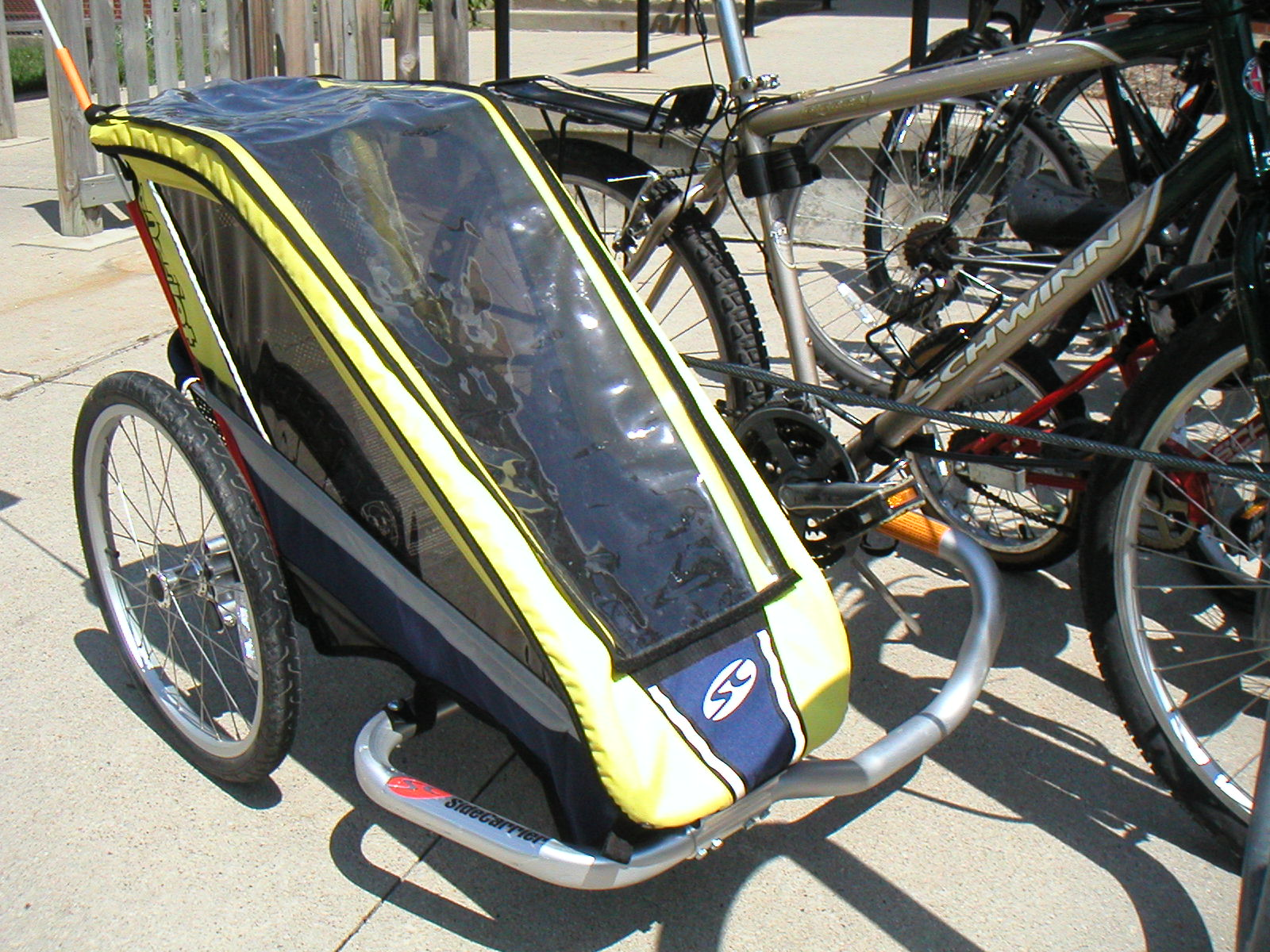
Fahrradseitenwagen: Chariot Side Carrier

## Übernahme durch Thule
Am 1. Juni 2011 gaben Chariot und die Thule Group die Übernahme von Chariot durch die Thule Group bekannt.